# Josefa Estévez García del Canto
Josefa Estévez García del Canto (Valladolid o Salamanca, 1830) és una escriptora i poetessa espanyola.

## Biografia
Josefa va néixer de la família formada per Francisco Estévez Caballero i Bernarda Ramos i Domínguez. Es traslladà amb la seva família a Madrid, ingressant com a alumna en un col·legi on des dels seus inicis mostrà una gran facilitat per a la lectura i l'escriptura, encara que va mostrar també grans dots per a la música. Arribà a ser pianista, i estudià composició escrivint peces simples, un exemple és la melodia per a cant i piano amb lletra de la mateixa autora, titulada “El bello ideal”, publicada a Madrid l'any 1862.
El 1850 la família tornà a traslladar-se, aquesta vegada a Salamanca, on va conèixer al que seria el seu marit, a partir de l'any 1854, Antonio García del Canto, militar i escriptor espanyol nascut a Oviedo en 1823, qui anà el primer a conèixer la seva faceta de literata i durant un temps fou el seu professor en retòrica i poètica. L'any 1852 en el “Correo Salamantino” començà a publicar les seves primeres composicions poètiques.
Diversos treballs, tant en prosa com en vers, de Josefa Estévez es publicaren l'any 1862 a Madrid en un setmanari titulat “El Bello Ideal”, redactat exclusivament per dones i beneficis de les quals es dedicaven a la beneficència. En aquesta publicació es redactà la primera biografia de Josefa Estévez.
A causa del treball del seu marit, va haver de traslladar la seva residència a les Filipines, on Antonio García havia estat destinat com a governador polític militar d'una província de l'arxipèlag.
L'any 1866 el seu marit va ser nomenat governador de Davao (Illa de Mindanao), on va residir durant quatre anys. Durant l'hivern de 1871 a 1872 tornà a Madrid, on van romandre fins al seu retorn a Manila en 1873, on el seu marit ostentava la Secretaria General, càrrec del qual va dimitir al cap de sis mesos i tornà definitivament a Espanya on es van establir a Salamanca.
En 1886 es morí el seu espòs a Salamanca i aquesta pèrdua va causar tant dolor a Josefa que va decidir retirar-se de la vida pública i ingressar en l'Orde de la Visitació de Vitòria, on va morir després del 1889.

## Obra
Com altres escriptores espanyoles del segle xix, part de l'obra de Josefa Estévez va ser publicada en periòdics, com el romanç “El amor de los amores”, que va ser publicat en el Romancero Español. Així també mentre residia a les Filipines, publicà en “El Diario de Manila” algunes composicions seves en prosa i vers, i també les publicà en el Correu de la Moda de Madrid, setmanari de la qual era col·laboradora.
Entre les seves obres consten:
- La esposa. Madrid, Amalio Muñoz, 1877. Amb pròleg d'Antonio Grilo. 203 pàgines.
- Máximas y reglas de conducta aplicables a los diversos estados y condiciones de la vida sacadas de las obras de Santa Teresa de Jesús. Precedides d'un pròleg i un compendi de la història de la Santa. J. Hidalgo: Salamanca. 1888. 179 pàgines.[1]
- El romancero de San Isidro. 1886.[1]
- Mis recreos: poesías. Salamanca. 1888.[1]
- El mejor amigo: libro para niños. Amb pròleg d'Antonio de Trueba. Impremta de Jacinto Hidalgo. Salamanca. 1888. 203 pàgines.[2]
- Memorias de un naufrago. Novel·la. Editorial: J. Hidalgo, Salamanca (1888), 106 pàgines.

## Premis i reconeixements
L'any 1879 la seva poesia “A Cervantes” fou premiada en un concurs de poesia a Valladolid.
Més tard, “Oda á la transverberación del Corazón de Santa Teresa”,rebé el primer premi del certamen de poetesses espanyoles celebrat en 1882 en Alba de Tormes.
La novel·la “El zapatito”, va rebre el primer premi en el certamen internacional celebrat per l'Acadèmia de Motreal de Tolosa de Llenguadoc l'any 1883 i es va publicar a Madrid l'any 1885.